# ヴィットリア・コロンナ
ヴィットリア・コロンナ (伊: Vittoria Colonna, 1492年4月 - 1547年2月25日)は、ペスカーラの侯爵夫人、イタリアの貴婦人であり詩人。ミケランジェロと詩を交換し、芸術的な親交を深めた。1525年、夫の早すぎる死によって、コロンナは文学的友人との接触を維持し、発展させた。そして彼女は16世紀のイタリアで最も人気のある詩人の1人となった。

## 生涯

### 生まれてから結婚まで
ヴィットリアコロンナはローマの近くにあるコロンナ家の領地であるマリーノで、ナポリ王国の保安官であるファブリツィオ・コロンナと、ウルビーノの侯爵の娘であるアニェーゼ・ダ・モンテフェルトロの間に生を受けた。4歳の時、ナポリ王のフェルディナンドの主張により、ペスカーラの侯爵の息子であるフェルナンド・フランチェスコ・ダヴァロスと婚約し、英才教育を受け、早くから文学に対する愛を示した。彼女はサヴォイやブラガンザの侯爵を含め多くの男たちに求婚されていたが、19歳の時、彼女自身の強い希望で、1509年12月27日に、イスキア島においてダヴァロスと結婚した。そして彼女は夫のおばであるコンスタンツァ・ダバロスの文学サークルの一員となった。
二人は、ダヴァロスがフランスとの戦争に軍人として参加する1511年までイスキア島に住んだ。彼はラヴェンナの戦いの捕虜として捕らえられ、フランスへ送られた。拘留が続き、軍事行動を行う中で、コロンナとダヴァロスは、最も情熱的な言葉を用いて韻文や散文を文通したが、夫に送った詩の手紙は1通しか残存していない。
1516年から1522年までの間にコロンナは3人の家族を失った。弟のフェデリコは1516年に、ファブリツィオは1520年に、アニェーゼは1522年に亡くなった。
コロンナとダヴァロスは滅多に会うこともなくなっていた。なぜなら、彼は神聖ローマ皇帝カール5世配下の指揮官のうち、最も行動的で聡明な一人だったからだ。しかし、コロンナの影響力はパヴィアの戦い (1525)の後の、フランスへの反逆の褒美として提案されたナポリ王の地位を捨て、皇帝への反逆を思いとどまらせるのに十分であった。
コロンナは1525年の夏をマリーノにある父の城で過ごした。彼女はここで病に倒れ、この後生涯を通して病気に苦しむことになる。 このころ彼女はバルダッサーレ・カスティリオーネの『宮廷人』の原稿を受け取り、ナポリに広めた。9月21日、カスティリオーネは彼女にまだ発表されていない作品を部分的に転載できるようにしたことを嘆く手紙を送った。そしてこの海賊版によってカスティリオーネは彼の本の出版を急いだ。

### 夫の死後 (1525-1547)
1525年12月3日、フェルナンドはパヴィアの戦いにおいて負った傷が原因で、ミラノで死亡した。コロンナは危篤の知らせを聞いて彼のもとへ急いだが、彼の死亡をヴィテルボで知った。彼女はミラノへ向かうのをやめ、ローマにあるサン・シルヴェストロの修道院へひきこもった。彼女は修道院へ入れてほしいと頼んだが、教皇クレメンス7世と、コロンナの弟であるアスカニオ・コロンナによって断られた。その後、彼女はイスキアに戻り、そこで数年を過ごした。アビゲイル・ブランディンはクレメンスとアスカニオがコロンナの要求を断ったのは、彼女が将来結婚して、政治的に望ましい同盟を作り出してくれることを期待したからかもしれないといっている。しかし、彼女はいくつかの求婚を断り、人生を詩を書くことにささげた。 
1527年のローマ略奪は、コロンナ家がローマの人々に援助を提供することで、コロンナ家にメディチ教皇クレメンス7世との関係を改善する機会を与えた。しかし、フランス軍がナポリを攻めだしたとき、ダヴァロスの全家はイスキア島に避難した。
ローマ教皇領地侵略の9か月後、歴史家のパオロ・ジョヴィオがコロンナに招かれてイスキアにやってきた。そして彼は1528年まで滞在した。彼はイスキア島にいる間に、出版されていないDialogus de viris ac foeminis aetate nostra florentibusという、1527年の9月の終わりから12月の初めまでのイスキアを舞台にした本を書いた。この第3巻でジョヴィオは10ページにわたるコロンナの賛辞を書いた。
1529年に、コロンナはローマへ戻った。そしてその後数年をオルヴィエートやイスキアなどの場所で過ごした。さらに彼女はモンテカッシーノ修道院にいくつかの不当押収土地を返すようにアヴァロス家に頼むことにより、亡くなった夫の過ちを正そうとした。

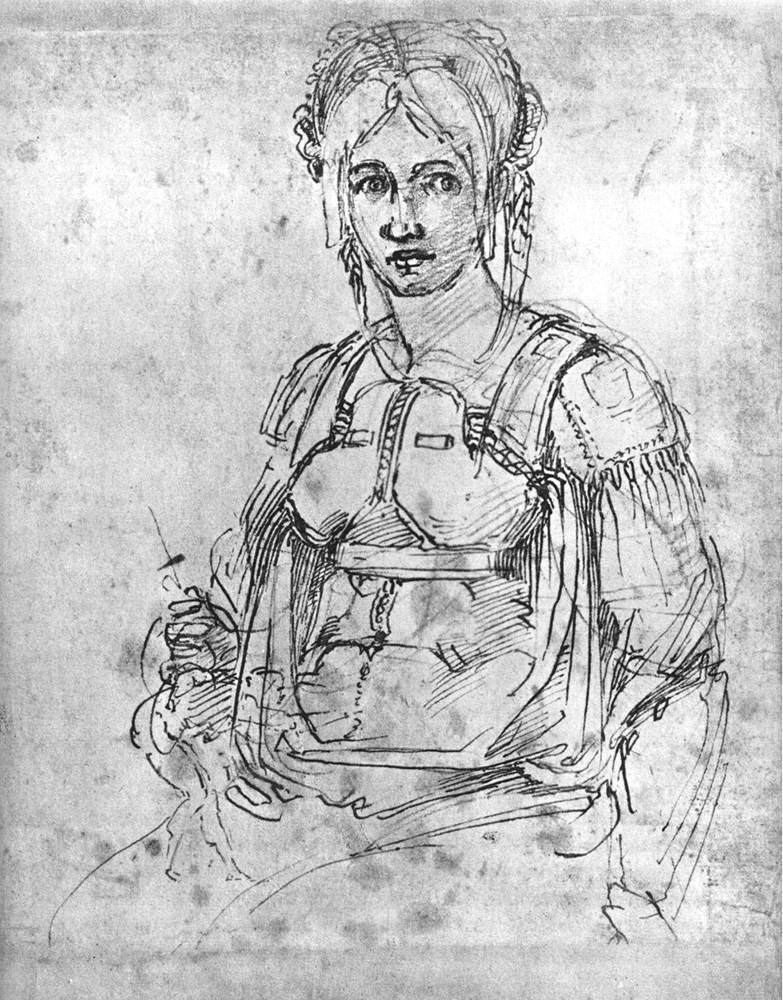
ミケランジェロにより描かれたヴィットリア・コロンナ。コロンナは当時約50歳で、ミケランジェロは65歳。

1535年、彼女の義理の妹であるジョヴァンナ・ダラゴーナは、彼女の弟であるアスカニオと別れて、イスキアにやってきた。コロンナは彼らを和解させようとし、ジョバンナはアスカニオとの仲直りは拒んだものの、コロンナとは親しい間柄になった。二人はフアン・デ・バルデスをサポートし、アスカニオが教皇パウルス3世に塩税を払うのを拒否したとき、仲裁しようとした。
1536年、46歳の時、彼女はローマにもどってきて、レジナルド・ポールとコンタリーニから尊敬の意を抱かれた。そして61歳のミケランジェロと情熱的な友情を育んだ。その偉大な芸術家は彼女にいくつかの立派なソネットを贈り彼女のために絵を描き、長い時間を彼女と過ごした。彼女は宗教的な詩の草稿を彼に贈った。1541年、アスカニオ・コロンナの教皇パウルス3世に対する反逆に際し、彼女はオルヴィエートやヴィテルボに移住したが、そのことはミケランジェロとの関係には影響を及ぼさず、彼らは以前のようにお互いに訪問し、文通を続けた。
1537年5月8日、彼女はヴェネツィアへ、そして聖地（パレスチナ）への旅を続けるという気持ちを持ちながら、数人の女性とともにフェラーラにやってきた。 フェラーラへやってきた目的は、ベルナルディーノ・オキノのためにカプチン会の修道院を設立することだったといわれている。健康を考慮して、コロンナは翌年の2月までフェラーラに滞在した。彼女は聖地巡礼をやめるように友人に説得を受け、その後1538年にローマに帰ってきた。
彼女は1544年にローマに戻ってきて、いつものようにサン・シルヴェストロ修道院に滞在し、そこで1547年2月25日に息を引き取った。
ピエトロ・ベンボ、ルイジ・アルマーニ、バルダッサーレ・カスティリオーネ、マルグリット・デ・ナバラらは皆彼女の文学的友人だった。また、彼女はピエトロ・カルネセッチやオキノのような多くのイタリア改革運動のメンバーとも親密だった。しかし、彼女はイタリアの教会危機が深刻になる前に死亡した。そして、彼女は宗教改革の支持者であったが、彼女の宗教的信心がカトリック教会の教えに反していることについても、彼女がプロテスタントになったことに関しても、信じる理由はない。

## 作品

### 詩
- (Italian) Rime de la Divina Vittoria Colonna Marchesa di Pescara. Nuovamente stampato con privilegio, Parma: Al Dottisimo Messer Allessandro Vercelli Philippo Pirogallo, (1538)
- (Italian) Rime de la Diva Vettoria [sic] Colonna, De Pescara inclita Marchesana, Nuovamente [sic] aggiuntovi. XVI. Sonetti Spirituali, & le sue stanze, Florence: Nicolo d'Arisotile, detto il Zoppino, da Ferrara, (1539)
- (Italian) Rime de la Divina Vettoria [sic] Colonna de pescara inclita Marchesana nuovamente aggiuntovi XXIIII. sonetti Spirituali, & le sue stanze, & uno triompho de la croce di Christo non piu stampato con la sua tavola, Venice: Per Comin de Trino ad instantia de Nicolo d'Aristotile detto Zoppino, (1540)
- (Italian) Dichiaratione fatta sopra la seconda parte delle Rime della Divina Vittoria Colonna [sic] Marchesana di Pescara. Da Rinaldo Corso..., Bologna: Gianbattista de Phaelli, (1543)
- (Italian) Le rime spirituali della illustrissima Signora Vittoria Colonna Marchesana di Pescara, Venice: Vincenzo Valgrisi, (1546)

#### 死後に出版されたもの
- (Italian) Le rime della Sig. Vittoria Colonna Marchesana Illustrissima di Pescara. Correte per M. Lodovico Dolce, Venice: Gabriel Giolito de Ferrari et Fratelli, (1552)

- (Italian) Pianto della Marchesa di Pescara sopra la passione di Christo. Oratione della medesima sopra l'Ave Maria... etc, Bologna: Manutio, (1557)

- (Italian) Tutte le Rime della Illustriss. et Eccellentiss. Signora Vittoria Colonna, Marchesana di Pescara. Con l'Espositione del Signor Rinaldo Corso, nuovamente mandate in luce da Girolamo Ruscelli, Venice: Giovan Battista et Melchior Sessa Fratelli, (1558)
- (Italian) Pianto della Marchesa di Pescara, sopra la Passione di Christo, con una Oratione della medesima, sopra l'Ave Maria. Oratione fatta il venerdi santo, sopra la passione di Christo, In Vinegia appresso Gabriel Giolito de' Ferrari, (1563)
- (Italian) Quattordeci sonetti spirituali della illustrissima et eccellentissima divina Vittoria Colonna d'Avalos de Aquino Marchesa di Pescara, Venice: Scotto, (1580)
- (Italian) Rime spirituali della S. Vittoria Colonna, Marchesana Illustrissima di Pescara, Verona: Discepoli, (1586)
- Alan Bullock, ed. (1982) (Italian), Rime, Rome: Laterza
- Tobia R. Toscano, ed. (1998) (Italian), Sonetti in morte di Francesco Ferrante d'Avalos, marchese di Pescara: edizione del ms. XII.G.43 della Biblioteca Nazionale di Napoli, Milan: Mondadori
- Abigail Brundin, ed. (2005) (English, Italian), Sonnets for Michelangelo, Chicago, IL: University of Chicago Press

### 手紙
- (Italian) Litere [sic] della Divina Vettoria [sic] Colonna Marchesana di Pescara alla Duchessa de Amalfi, sopra la vita contemplativa di santa Catherina, Et sopra della attiva santa Maddalena non più viste in luce, Venice: Alessandro de Viano, Ad instantia di Antonio detto il Cremaschino, (1544)
- (Italian) Litera della divina Vettoria [sic] Colonna Marchesana di Pescara alla Duchessa de Amalfi, sopra la vita contemplativa di santa Catherina, Et sopra della attiva santa Maddalena non più viste in luce, Venice: Giovan Anton. et Pietro fratelli de Nicolini da Sabio, Ad instantia di M. Sebastian Venetiano, (1545)

#### 死後に出版されたもの
- Ermanno Ferrero and Giuseppe Müller with a supplement by Domenico Tordi, ed. (1892) (Italian, Latin), Carteggio (2nd ed.), Turin: E. Loescher

## 注
1. ↑  Some sources claim Vittoria Colonna was born in 1492. See Brundin, Abigail (2005年). “Colonna, Vittoria (1492-1547)”. Italian Women Writers.   University of Chicago Library. 2013年7月4日閲覧。
2. 1 2 3  Patrizi, Giorgio (1982年). “Colonna, Vittoria” (Italian). Trecanni, l'enciclopedia Italiana. 2015年5月27日閲覧。
3. ↑  Robin, Diana Maury, Anne R. Larsen and Carole Levin (2007). ABC-CLIO. p. 9. ISBN 9781851097722
4. ↑  Brundin, Abigail (2005年). “Colonna, Vittoria (1490-1547)”. Italian Women Writers.   University of Chicago Library. 2013年7月閲覧。
5. ↑  Charles V (1892). “Letter, no. 20, Emperor Charles V to Vittoria Colonna, 26 March 1525”. In Ferrero, Ermanno and Giuseppe Müller, with a supplement by Domenico Tordi (2nd ed.). Turin: Loescher. pp. 28–9
6. ↑  von Reumont, Alfred (1892) [1883]. Müller, Giuseppe and Ermanno Ferrero. ed (Italian). Loescher. p. 88
7. ↑  Brundin, Abigail (2008). Vittoria Colonna and the Spiritual Poetics of the Italian Reformation. Aldershot: Ashgate. p. 23. ISBN 9780754690214
8. ↑  Robin, Diana (2012). “The Breasts of Vittoria Colonna”. California Italian Studies (3.1):  5. ISSN 2155-7926.
9. ↑  Robin, Diana Maury, Anne R. Larsen and Carole Levin (2007). “Aragona, Giovanna d'”. Encyclopedia of Women in the Renaissance: Italy, France, and England. ABC-CLIO. p. 23. ISBN 9781851097722
10. ↑  [Vittoria Colonna. Sonnets for Michelangelo. Ed. Abigail Brundin. Chicago: Chicago University Press, 2005.]
11. ↑  Colonna, Carteggio, letter no. 85, pp. 143-6.
12. ↑  von Reumont, Alfred (1892) [1883]. Müller, Giuseppe and Ermanno Ferrero. ed (Italian). Vittoria Colonna, Marchesa di Pescara: Vita, fede e poesia nel secolo decimosesto. Turin: Loescher. pp. 163–5
13. ↑  von Reumont, Alfred (1892) [1883]. Müller, Giuseppe and Ermanno Ferrero. ed. Vittoria Colonna, Marchesa di Pescara: Vita, fede e poesia nel secolo decimosesto. Turin: Loescher. pp. 159, 169
14. ↑  Millington, Ellen J. (1865). “Vittoria Colonna, Marchesana di Pescara”. In Yonge, Charlotte Mary. Biographies of Good Women. London: J. and C. Mozley. p. 26

## 参照
- Brundin, Abigail (2005), 'Colonna, Vittoria (1490-1547)', Chicago: University of Chicago Library
- Brundin, Abigail (2008), Vittoria Colonna and the Spiritual Poetics of the Italian Reformation, Aldershot: Ashgate Publishing
- Colonna, Vittoria (1892), Ermanno Ferrero and Giuseppe Müller, ed. (Italian, Latin), Carteggio, with a supplement by Domenico Tordi (2nd ed.), Turin: Loescher
- Cox, Virginia (2008), Women's Writing in Italy, 1400–1650, Baltimore: Johns Hopkins University Press
- Magalhães, Anderson (2009), R. Gorris Camos, ed. (Italian), Le donne della Bibbia, la Bibbia delle donne. Teatro, letteratura e vita, Atti del XV Convegno Internazionale di Studio organizzato dal Gruppo di Studio sul Cinquecento francese, Verona, 16-19 ottobre 2009, Fasano: Schena, pp. 159–218
- Musiol, Maria (2013), Vittoria Colonna: A Woman's Renaissance, An Approach to Her Life and to Herself, Berlin: Epubli
- Patrizi, Giorgio (1982) (Italian), Dizionari Biografico degli Italiani, 27, Rome: Instituto dell'Enciclopedia Italiana
- Reumont, Alfredo (1883), Giuseppe Müller and Ermanno Ferrero, ed. (Italian), Vittoria Colonna. Vita, fede e poesia nel secolo decimosesto, Turin: Loescher
- Robin, Diana (2012). “The Breasts of Vittoria Colonna”. California Italian Studies (3.1):  1-16. ISSN 2155-7926.
- Robin, Diana Maury, Anne R. Larsen and Carole Levin (2013), Encyclopedia of Women in the Renaissance: Italy, France, and England, ABC-CLIO, Inc.
- この記事にはアメリカ合衆国内で著作権が消滅した次の百科事典本文を含む: Chisholm, Hugh, ed. (1911). "Colonna, Vittoria". Encyclopædia Britannica (英語). Vol. 6 (11th ed.). Cambridge University Press. p. 715.

## 詳しい書籍
- Jerrold, Maud F. (1906), Vittoria Colonna: With Some Account of Her Friends and Her Times, London: Dent
- Lefèvre-Deumier, Jules (1856) (French), Vittoria Colonna, Paris: L. Hachette
- Trollope, Thomas Adolphus (1859), Life of Vittoria Colonna, Boston, MA:: Houghton, Mifflin and Co.
- Wyss, Johann J. (1916) (German), Vittoria Colonna: Leben, Wirken, Werke, eine Monographie, Frauenfeld: Huber & Co.